# ICD-11
Die ICD-11 ist die 11. Version der internationalen statistischen Klassifikation der Krankheiten und verwandter Gesundheitsprobleme (ICD: International Statistical Classification of Diseases and Related Health Problems). Die ICD ermöglicht die systematische Erfassung, Analyse, Interpretation und den Vergleich von Mortalitäts- und Morbiditätsdaten, die in verschiedenen Ländern oder Gebieten und zu verschiedenen Zeiten gesammelt wurden. Von allen Mitgliedstaaten der Weltgesundheitsorganisation (WHO) wird erwartet, dass sie die aktuelle Version der ICD für die Meldung von Tod und Krankheit verwenden.
Die ICD-11 trat am 1. Januar 2022 in Kraft; nach einer flexiblen Übergangszeit von 5 Jahren dürfen Todesursachen bei Meldung an die WHO ausschließlich mit der ICD-11 kodiert werden. Der konkrete Zeitpunkt der Einführung der ICD-11 in den klinischen Alltag in Deutschland, Österreich und der Schweiz ist noch offen. Laut Bundesinstitut für Arzneimittel und Medizinprodukte (BfArM) wird die Evaluierung und Einführung – insbesondere für die Codierung von Krankheiten – mindestens fünf Jahre dauern.  Eine durch das BfArM in Kooperation mit dem Schweizer Bundesamt für Statistik erstellte deutsche Übersetzung wird momentan mit den wissenschaftlichen medizinischen Fachgesellschaften abgestimmt. Dies sei laut dem Bundesinstitut ein Prozess, der „voraussichtlich noch längere Zeit in Anspruch nehmen würde“. Mit Inkrafttreten der ICD-11-Klassifikation zum 1. Januar 2022 wird auch eine neue Klassifikation der Persönlichkeitsstörungen auf den Weg gebracht, die in Deutschland zeitlich versetzt zur Anwendung kommen wird.
Die ICD ist eine Klassifikation der WHO-Klassifikationsfamilie (WHO Family of International Classifications, WHO-FIC). Der geografisch und geschichtlich häufigste Anwendungsfall der ICD ist die Statistik der Todesursachen. Die ICD wird auch zur Klassifizierung der Klinischen Dokumentation und als Rahmen für die Gesetzgebung verwendet. Die Entwicklungsgeschichte der ICD wird in Kapitel 1.7 des Referenzhandbuchs der ICD-11 beschrieben.
Die ICD-11 ist unter der CC BY-ND 3.0 IGO lizenziert.

## Taxonomie
Eine statistische Klassifizierung von Krankheiten muss auf eine begrenzte Anzahl von sich gegenseitig ausschließenden Kategorien beschränkt sein, die das gesamte Spektrum krankhafter Zustände abdecken können. Folglich enthält jede Klassifikation Restkategorien für andere und sonstige Bedingungen, die nicht den spezifischeren Kategorien zugeordnet werden können. Die folgenden Kriterien bestimmen, ob eine Entität als eindeutige Kategorie eingestuft werden kann:
1. Epidemiologische Evidenz: Häufigkeitsanalysen codierter Mortalitäts- und Morbiditätsdaten
2. Klinische Nachweise: Krankheitsnachweise der medizinischen Fachrichtungen
3. Granularität: Mindestangaben, die für die Mortalität (Mortalitätsdaten) oder die Grundversorgung nützlich sind
4. Kontinuität: Der in der ICD vorhandene Detaillierungsgrad bleibt erhalten
5. Sparsamkeit: die Notwendigkeit, die Anzahl der Kategorien für die internationale Meldepflicht zu begrenzen

Falls ein höherer Detailgrad der Kodierung benötigt wird, können weitere Codes hinzugefügt werden.

## Kapitelstruktur
Die ICD ist eine Klassifikation mit variabler Achse. Die Kapitelstruktur geht auf einen Vorschlag von William Farr aus den Anfängen der internationalen Diskussion über die Klassifizierungsstruktur zurück. Die Kapitelstruktur hat sich in der Praxis bewährt und wird für allgemeine epidemiologische Zwecke nützlicher angesehen als jede der getesteten Alternativen.

## Codemuster
1. Zeichen: Ziffer oder Buchstabe, bezeichnet das Kapitel
2. Zeichen: Buchstabe, O und I werden wegen der Verwechslungsgefahr mit den Ziffern 0 und 1 nicht verwendet
3. Zeichen: Ziffer
4. Zeichen: Ziffer oder Buchstabe

Erweiterungscodes haben als erstes Zeichen ein X und dürfen nicht allein verwendet werden.

## Basiskomponente und tabellarische Listen der ICD-11
Die Basiskomponente der ICD-11 ist eine mehrdimensionale Sammlung aller ICD-Entitäten. Alle Entitäten verfügen über einen eigenen Uniform Resource Identifier (URI) und haben eine bestimmte Position in einer Hierarchie von Gruppen, Kategorien und engeren Begriffen. Entitäten können mehr oder weniger weit gefasst sein, etwa „Verletzung des Arms“ oder „Hautverletzung des Daumens“. Die Basiskomponente enthält die erforderlichen Informationen, um mithilfe der Entitäten eine tabellarische Liste zu erstellen. Weiterhin ist in der Basiskomponente hinterlegt, ob in einer tabellarischen Liste die Entität eine Gruppierung, eine Kategorie in einem Stammcode oder ein Einschlussbegriff in einer bestimmten Kategorie wird. In einer tabellarischen Liste werden die Entitäten der Basiskomponente zu Kategorien. Die Kategorien schließen sich gegenseitig aus und erschöpfen sich gemeinsam.

## Revisionsprozess
Es wurde ein standardisierter Revisionsprozess eingerichtet. Die Aktualisierung erfolgt auf verschiedenen Ebenen mit unterschiedlichen Frequenzen. Jede Person kann dem ICD einen Vorschlag für ein Update unterbreiten. Alle Änderungsvorschläge müssen über den Online-Vorschlagsmechanismus eingereicht werden. Die Vorschläge werden von Experten geprüft und durchlaufen einen Workflow. Alle Änderungen werden in Form einer Änderungsliste veröffentlicht.
Mit ca. 55.000 Codes für Krankheiten und Todesursachen erhebt die ICD-11 den Anspruch, eine gemeinsame Sprache für alle Mitarbeiter im Gesundheitsbereich zur Verfügung zu stellen. Damit soll der transdisziplinäre Austausch von medizinischen Informationen gefördert werden.

## Veränderungen gegenüber Vorgängerversion
Es gab mehrere Gründe für eine erneute Reformierung der Kodifizierung:

„(A) Technische Umstellung auf elektronische ontologische Infrastruktur
- (A-1) Eignung für elektronische Dokumentation
- (A-1) Verbesserung der Benutzerführung
- (A-2) Verbesserung der Abbildbarkeit relevanter Details
- (A-3) Unterstützung mehrsprachiger Anwendungen und Übersetzungen
- (A-4) Unterstützung mehrsprachiger Anwendungen und Übersetzungen
- (A-5) Vereinfachung der Pflege der Klassifikation

(B) Anpassung an die De-facto-Anwendungsfälle
(C) Anbindung an andere Terminologiesysteme
(D) Einbindung von mehr Definitionen“

Vorkommnisse, die die Gesundheit beeinträchtigen, können mithilfe der ICD-11 besser erhoben werden, was die Sicherheit im Gesundheitswesen erhöhen soll. So sollen z. B. mangelhafte Prozessabläufe in Krankenhäusern identifiziert und verbessert bzw. behoben werden.
Darüber hinaus fanden eine Reihe von psychischen Symptomen, die im Zusammenhang mit Suchtverhalten stehen, Eingang in die ICD-11, die im ICD-10 nicht erfasst wurden, wodurch der Zugang zu Therapien sowie die Übernahme der Therapiekosten durch die Kostenträger erleichtert werden. Das umgangssprachlich als Messie-Syndrom bekannte Zwangshorten konnte bei der ICD-10 bislang nur über den Umweg als Symptom einer anderen Zwangsstörung diagnostiziert werden. In der ICD-11 wird Pathologisches Horten als eigenes Störungsbild geführt. Auch die Trennungsangststörung bei Erwachsenen, die bisher in der ICD-10 nur im Kindesalter kodierbar war, wurde aufgenommen.
Auch die Aufnahme der Computerspielsucht als Symptom zunehmend mediatisierter und entgrenzter Lebenswelten oder das Burnout-Syndrom fanden im Zuge der Revision der ICD-10 Eingang in die neue ICD-11. Keine Aufnahme fand die Abhängigkeit von sozialen Medien wie Facebook, Instagram etc.
Die Diagnose Störungen der Geschlechtsidentität, welche aus den drei Hauptkategorien Transsexualismus, Transvestitismus unter Beibehaltung beider Geschlechtsrollen und Störung der Geschlechtsidentität des Kindesalters bestand, wurde durch die Fachbezeichnung Geschlechtsinkongruenz ersetzt. Die Diagnose ist nicht als psychische Störung eingeordnet, sondern unter Kapitel 17 als „Zustände mit Bezug zur sexuellen Gesundheit“.
Traditionelle Medizin
Das Kapitel Supplementary Chapter Traditional Medicine Conditions – Module I  wurde dem ICD-11 hinzugefügt und inkludiert traditionelle chinesische Medizin (TCM), wobei die Weltgesundheitsorganisation meist die neutralere Formulierung Traditional Medicine (TM) verwendet. Die Entscheidung, T(C)M in die ICD-11 aufzunehmen, wurde weltweit von den Wissenschaftlern scharf kritisiert, die sie als Pseudowissenschaft bezeichneten. In Leitartikeln der Zeitschriften Nature und Scientific American wurde erläutert, dass einigen TM-Techniken und -Kräuter eine wissenschaftlich nachgewiesene Wirksamkeit besäßen, dass jedoch auch TM im ICD-11 enthalten seien, die entweder keine Wirksamkeit besäßen oder sogar ausgesprochen schädlich seien. Die Aufnahme des TM-Kapitels stünde im Widerspruch zu den wissenschaftlichen, evidenzbasierten Methoden, die normalerweise von der WHO verwendet werden. Beide Leitartikel beschuldigten die chinesische Regierung, die WHO zu drängen, die TCM einzubeziehen; die TCM ist ein milliardenschwerer, globaler Markt, der von China dominiert wird.
Im Februar 2025 folgte die Implementierung des zweiten Moduls, namens TM2. Dieses Modul beinhaltet Konzepte der traditionellen Heilverfahren Ayurveda, Siddha und Unani. Es ist geplant, ein drittes Modul (TM3) zu implementieren, das sich mit Homöopathie befasst. Darüber hinaus ist die Implementierung eines vierten Moduls (TM4) vorgesehen, das „andere TM-Systeme mit unabhängigen diagnostischen Bedingungen“ abdeckt. TM3 und TM4 wurden zum gegenwärtigen Zeitpunkt noch nicht veröffentlicht.